# Namtok
Namtok (en birmà Nautok) és un petit estat subsidiari de Loilong, a l'Estat Shan de Myanmar. És al sud-est de l'estat de Loilong, a la vora del riu Pilu (Nam Pilu), amb una superfície de 32 km² i una sola població a assenyalar, Namtok, que és la capital i residència del ngwegunhmu (senyor), amb 235 habitants. La població el 1901 era de 778 habitants repartits en 12 pobles poblats de xans. Els ingressos eren de 1.000 rupies i el tribut de 500.